# Le Mée-sur-Seine
Mée-sur-Seine – miejscowość i gmina we Francji, w regionie Île-de-France, w departamencie Sekwana i Marna. Przez miejscowość przepływa Sekwana.
Według danych na rok 1990 gminę zamieszkiwały 20 933 osoby, a gęstość zaludnienia wynosiła 3920 osób/km² (wśród 1287 gmin regionu Île-de-France Mée-sur-Seine plasuje się na 136. miejscu pod względem liczby ludności, natomiast pod względem powierzchni na miejscu 653.).